# Faristenia
Faristenia là một chi bướm đêm thuộc họ Gelechiidae.